# Medalla Copley
La Medalla Copley (en inglés: Copley Medal) es el premio más prestigioso que otorga la Royal Society a una persona como reconocimiento «por logros sostenidos y destacados en cualquier campo de la ciencia»  y que en su formato actual se alterna anualmente entre las ciencias físicas o matemáticas  y las ciencias biológicas. La medalla es la medalla más antigua otorgada por la Royal Society —que también instituyó en 1825 y 1965 la Medalla Real, que en sus tres modalidades galardona anualmente las contribuciones más importantes en las ciencias físicas (1825), en las ciencias biológicas (1825) y en las ciencias aplicadas (1965). — y el premio científico concedido por una institución académica más antiguo que se conserva en el mundo: fue concedida por primera vez en 1731 a Stephen Gray por «sus nuevos experimentos eléctricos: como un estímulo para él por el siempre ha demostrado su disposición a complacer a la Sociedad con sus descubrimientos y mejoras en esta parte del conocimiento natural». La medalla está hecha de plata dorada y está dotada de un premio de 25.000 libras esterlinas.
La Medalla Copley es posiblemente el premio británico más alto por logros científicos y ha sido incluida entre los premios científicos internacionales más distinguidos. Se otorga a «científicos de alto nivel» ("senior scientists") independientemente de su nacionalidad, y las nominaciones se consideran a lo largo de tres ciclos de nominación. Desde 2022, los equipos científicos o grupos de investigación son elegibles colectivamente para recibir la medalla; ese año, el equipo de investigación que desarrolló la Vacuna de Oxford-AstraZeneca contra la COVID-19 se convirtió en el primer receptor colectivo.
Son varios los galardonados que han recibido más de una vez la medalla: tres veces John Theophilus Desaguliers (1734, 1736 y 1741), y dos veces, Stephen Gray (1731 y 1732) y John Canton (1751 y 1764). Y en varias ocasiones el galardón fue compartido: por tres medallistas (en 1766) y por dos (en 1783, 1791, 1798, 1821, 1825, 1827, 1832, 1836, 1837, 1838, 1840 y 2010). En veintiuna ocasiones no se entregó la medalla y en 2010 se entregaron dos medallas para celebrar el 350.º aniversario de la Royal Society. En 1976, Dorothy Hodgkin se convirtió en la primera mujer en recibir la distinción, siendo Jocelyn Bell Burnell, en 2021, la segunda.
En la década de 1840, la Medalla Copley ya había alcanzado prestigio internacional; en 1850, George Airy señaló que la distinción de la medalla era que «se ofrecía a la competencia del mundo».Desde sus inicios, ha sido otorgada a muchos científicos distinguidos y la han conseguido, desde principios del siglo XX, 52 ganadores del Premio Nobel: 17 en Física, 21 en Fisiología o Medicina y 14 en Química. Curiosamente, la medalla Copley se ha considerado una predecesora del Premio Nobel que ha anticipado en quince ocasiones.

## Historia
En 1709, sir Godfrey Copley, 2.º barón, diputado de Thirsk, legó a Abraham Hill y Hans Sloane 100 libras esterlinas (aproximadamente equivalentes a £14 450 in 2021) que se conservarían en fideicomiso de la Royal Society «para mejorar el conocimiento natural que se presentará en experimentos o de otro modo para el beneficio de los mismos, según lo indiquen y designen». Copley era un próspero terrateniente de Sprotbrough, cerca de Doncaster, que era miembro por elección de la Royal Society desde 1691. Una vez recibido el legado al año siguiente, el interés de 5 libras esterlinas se utilizó debidamente para proporcionar subvenciones recurrentes para trabajos experimentales a investigadores asociados con la Royal Society, siempre que registraran su investigación en un período estipulado y mostraran sus experimentos en una reunión anual. En 1726, tras una propuesta de Sloane, las subvenciones se ampliaron a «extraños» (strangers) no afiliados a la Royal Society para fomentar «experimentos nuevos y útiles», aunque sólo cinco años después Stephen Gray se convirtió en el primer beneficiario de este tipo. Antes de Gray, John Theophilus Desaguliers fue aparentemente el único beneficiario de la subvención, aunque no siempre realizó la demostración anual requerida.
En noviembre de 1736, Martin Folkes, entonces vicepresidente de la Sociedad, sugirió que la subvención Copley se convirtiera en «una medalla u otro premio honorífico que se otorgaría a la persona cuyo experimento debería ser mejor aprobado... se podría provocar una emulación loable entre hombres de genio para probar su invención, quienes con toda probabilidad nunca serán movidos por el bien del lucro». El 7 de diciembre de 1736, el Consejo de la Royal Society aceptó la propuesta de Folkes y aprobó una resolución para que la subvención anual Copley de cinco libras (aproximadamente equivalente a £831 en 2021) se convirtiera en una medalla de oro «del mismo valor, con las armas de la Sociedad impresas en él», que se regalará «por el mejor experimento producido durante el año, y se otorgará de tal manera que se evite cualquier envidia o disgusto por la rivalidad». John Belchier  fue el primero en recibir el nuevo premio en 1737. Sin embargo, debido a retrasos en la aprobación del diseño de la medalla, la medalla, diseñada y acuñada por John Sigismund Tanner de la Royal Mint, no se presentó a Belchier hasta 1742. Gray y Desaguliers recibieron sus medallas retrospectivamente.
A principios del siglo XIX, los ganadores de las medallas eran seleccionados por el presidente de la Royal Society, aunque no siempre sobre la base de publicaciones y demostraciones experimentales: las conexiones políticas y sociales también fueron consideraciones clave, junto con el servicio a los intereses generales de la Sociedad. Durante la larga presidencia de Joseph Banks, la medalla se otorgó con frecuencia a destinatarios cuyas investigaciones eran de naturaleza práctica o técnica, que implicaban mejoras en el equipo científico o en el diseño de instrumentos. En 1831, las nuevas regulaciones adoptadas por el Consejo de la Royal Society hicieron de la medalla un premio anual, eliminaron el requisito de realizar la investigación calificada dentro de un período determinado y la abrieron oficialmente a científicos de cualquier nación; aunque la medalla ya había sido otorgada anteriormente a científicos extranjeros, incluido Alessandro Volta, la mayoría de los destinatarios habían sido súbditos británicos. Una segunda donación de £1666 13 chelines y 4 peniques (aproximadamente equivalente a unas 178 867 en 2021) fue hecha por sir Joseph William Copley en 1881, y el interés de esa cantidad fue utilizado para pagar la medalla.
Los premiados, que en años consecutivos se alternan entre las ciencias físicas y biológicas, son elegidos por el Consejo de la Royal Society, a propuesta de los respectivos Comité de Premios en Ciencias Físicas y Comité de Premios en Ciencias Biológicas. El premio está abierto a los ciudadanos de un país de la Mancomunidad de Naciones o de la República de Irlanda, o a personas que habitualmente residan y trabajen en un país de la Mancomunidad de Naciones o en la República de Irlanda durante el período mínimo de los tres años inmediatamente anteriores a la que fecha de su propuesta. No hay limitaciones para el período en él se hayan realizado los logros de investigación y se puede conceder más de una vez a la misma persona. Las nominaciones son válidas durante cinco años, y el candidato no puede ser renominado hasta un año después de que haya expirado su nominación.

## Galardonados
| º      |      |                                                                                 |                                                      | | |                   |
| ------ | ---- | ------------------------------------------------------------------------------- | ---------------------------------------------------- | --- | --- | ----------------- |
| Imagen | Año  | Distinguido                                                                     | Nacionalidad                                         | Profesión/campo                                                                                        | Cita | Ref.              |
|        | 1731 | Stephen Gray                                                                    | Inglaterra                                           | Físico y científico natural                                                                            | «Por sus nuevos experimentos eléctricos: como un estímulo para él por la prontitud que siempre ha mostrado en obligar a la Sociedad con sus descubrimientos y mejoras en esta parte del conocimiento natural». | [ DNB 1 ]         |
|        | 1732 | Stephen Gray (2.ª)                                                              | Inglaterra                                           | Físico y científico natural                                                                            | «Por los experimentos que hizo en el año 1732». | [ DNB 1 ]         |
| —      | 1733 | No entregada                                                                    | —                                                    | — | — | —                 |
|        | 1734 | John Theophilus Desaguliers                                                     | Francia                                              | Filósofo natural                                                                                       | «En consideración a sus varios experimentos realizados ante la Sociedad». | [ DNB 2 ]         |
| —      | 1735 | No entregada                                                                    | —                                                    | — | — | —                 |
|        | 1736 | John Theophilus Desaguliers (2.ª)                                               | Francia                                              | Filósofo natural                                                                                       | «Por sus experimentos realizados durante el año». | [ DNB 2 ]         |
|        | 1737 | John Belchier                                                                   | Reino Unido                                          | Cirujano                                                                                               | «Por su experimento para demostrar la propiedad de una dieta de raíz de rubia para teñir de rojo los huesos de animales vivos». | [ DNB 3 ]         |
|        | 1738 | James Valoue                                                                    | Inglaterra                                           | Relojero                                                                                               | «Por su invención de un motor para hincar los pilotes de los cimientos del puente que se erigirá en Westminster, cuyo modelo había sido mostrado a la Sociedad». | —                 |
|        | 1739 | Stephen Hales                                                                   | Inglaterra                                           | Clérigo con contribuciones en medicina, fisiología, química y botánica                                 | «Por el descubrimiento de medicinas para disolver las piedras de la vejiga urinaria; y conservantes para mantener la carne en largos viajes en el mar». | [ DNB 4 ]         |
|        | 1740 | Alexander Stuart                                                                | Escocia                                              | Filósofo natural y médico                                                                              | «Por sus conferencias sobre el movimiento muscular. Por sus servicios a la sociedad en el cuidado y esmero que ha tomado en ella». | [ DNB 5 ]         |
|        | 1741 | John Theophilus Desaguliers (3.ª vez)                                           | Francia                                              | Filósofo natural                                                                                       | «Por sus experimentos hacia el descubrimiento de las propiedades de la electricidad. Como complemento de su asignación (como Conservador) para el presente año». | [ DNB 2 ]         |
|        | 1742 | Christopher Middleton                                                           | Inglaterra                                           | Oficial naval y navegante                                                                              | «Por la comunicación de sus observaciones en el intento de descubrir un pasaje Noroeste a las Indias Orientales a través de la bahía de Hudson». | [ DNB 6 ]         |
|        | 1743 | Abraham Trembley                                                                | Suiza                                                | Naturalista                                                                                            | «Por sus experimentos con el polypus». | —                 |
|        | 1744 | Henry Baker                                                                     | Inglaterra                                           | Naturalista                                                                                            | «Por sus curiosos experimentos relativos a la cristalización o configuración de las diminutas partículas de cuerpos salinos disueltos en un menstruo». | [ DNB 7 ]         |
|        | 1745 | William Watson                                                                  | Inglaterra                                           | Naturalista, médico y físico                                                                           | «Por los sorprendentes descubrimientos en los fenómenos de la electricidad, exhibidos en sus últimos experimentos». | [ DNB 8 ]         |
|        | 1746 | Benjamin Robins                                                                 | Inglaterra                                           | Científico, matemático e ingeniero militar                                                             | «Por sus curiosos experimentos para demostrar la resistencia del aire y sus reglas para establecer su doctrina sobre el movimiento de los proyectiles». | [ 15 ]            |
|        | 1747 | Gowin Knight                                                                    | Inglaterra                                           | Científico e inventor                                                                                  | «Debido a varios experimentos muy curiosos exhibidos por él, tanto con imanes naturales como artificiales». | [ 16 ]            |
|        | 1748 | James Bradley                                                                   | Inglaterra                                           | Astrónomo, nombrado Astrónomo Real                                                                     | «Por sus curiosos y maravillosos descubrimientos sobre el movimiento aparente de las estrellas fijas y sus causas». | [ 17 ]            |
|        | 1749 | John Harrison                                                                   | Inglaterra                                           | Relojero                                                                                               | «Por esos instrumentos tan curiosos, inventados y fabricados por él, para la medición exacta del tiempo». | [ 18 ]            |
|        | 1750 | George Edwards                                                                  | Inglaterra                                           | Naturalista y ornitólogo                                                                               | «A causa de un libro muy curioso publicado recientemente por él, y titulado, A Natural History of Birds, &c. - que contiene las figuras elegantemente dibujadas e iluminadas en sus propios colores, de 209 aves diferentes, y unos 20 cuadrúpedos, serpientes, peces e insectos muy raros». | [ 19 ]            |
|        | 1751 | John Canton                                                                     | Inglaterra                                           | Físico                                                                                                 | «Por haber comunicado a la Sociedad, y expuesto ante ella, su curioso método de fabricar Imanes artificiales sin utilizar los naturales». | [ 20 ]            |
|        | 1752 | John Pringle                                                                    | Escocia                                              | Médico, llamado el «padre de la medicina militar«                                                      | «Por sus curiosos y útiles experimentos y observaciones sobre sustancias sépticas y antisépticas, comunicados a la Sociedad». | [ DNB 9 ]         |
|        | 1753 | Benjamin Franklin                                                               | Estados Unidos                                       | Político, polímata, científico e inventor                                                              | «Por sus curiosos experimentos y observaciones sobre la electricidad». | [ UsA 2 ]         |
|        | 1754 | William Lewis                                                                   | Inglaterra                                           | Químico y físico                                                                                       | «Por los muchos experimentos realizados por él en platina, que tienden al descubrimiento de la sofisticación del oro: - que habría completado por completo, pero se vio obligado a poner fin a sus investigaciones posteriores por falta de materiales». | [ 21 ]            |
|        | 1755 | John Huxham                                                                     | Inglaterra                                           | Médico cirujano y escritor                                                                             | «Por sus muchos y útiles experimentos sobre el antimonio, de los que se leyó un informe a la Sociedad». | [ DNB 10 ]        |
| —      | 1756 | No entregada                                                                    | —                                                    | — | — | —                 |
|        | 1757 | Charles Cavendish, Lord Cavendish                                               | Inglaterra                                           | noble, político y científico                                                                           | «Por su muy curiosa y útil invención de hacer termómetros, que muestran respectivamente los mayores grados de calor y frío que han ocurrido en cualquier momento durante la ausencia del observador». | [ 16 ]            |
|        | 1758 | John Dollond                                                                    | Inglaterra                                           | óptico                                                                                                 | «Por sus curiosos experimentos y descubrimientos sobre la diferente refrangibilidad de los rayos de luz, comunicados a la Sociedad». | [ DNB 11 ]        |
|        | 1759 | John Smeaton                                                                    | Inglaterra                                           | Ingeniero civil                                                                                        | «Por sus curiosos experimentos sobre ruedas hidráulicas y velas de molinos de viento, comunicados a la Sociedad. Por su investigación experimental sobre los poderes del agua y el viento en el movimiento de los molinos». | [ 22 ]            |
|        | 1760 | Benjamin Wilson                                                                 | Inglaterra                                           | Pintor, impresor y científico                                                                          | «Por sus numerosos y curiosos experimentos en electricidad, comunicados a la Sociedad durante el año». | [ DNB 12 ]        |
| —      | 1761 | No entregada                                                                    | —                                                    | — | — | —                 |
| —      | 1762 | No entregada                                                                    | —                                                    | — | — | —                 |
| —      | 1763 | No entregada                                                                    | —                                                    | — | — | —                 |
|        | 1764 | John Canton (2.ª)                                                               | Inglaterra                                           | Físico                                                                                                 | «Por sus muy ingeniosos y elegantes experimentos en la bomba de aire y el motor de condensación, para probar la compresibilidad del agua, y algunos otros fluidos». | [ 20 ]            |
| —      | 1765 | No entregada                                                                    | —                                                    | — | — | —                 |
|        | 1766 | William Brownrigg Edward Delaval Henry Cavendish                                | Inglaterra                                           | Médico y científico Físico natural físico y químico                                                    | «Por una investigación experimental sobre el espíritu mineral elástico, o aire, contenido en el agua de Spa; así como sobre las cualidades mefíticas de este espíritu». (Brownrigg) «Por sus experimentos y observaciones sobre la concordancia entre las gravedades específicas de los diversos metales, y sus colores cuando se unen al vidrio, así como los de sus otras preparaciones». (Delaval) «Por su artículo comunicado este año, que contiene sus experimentos sobre el aire fijo». (Cavendish)                                                                                         | [ 23 ]            |
|        | 1767 | John Ellis                                                                      | Irlanda                                              | Naturalista                                                                                            | «Por sus trabajos del año 1767, sobre la naturaleza animal del género de Zoófitos llamado Corallina, y la Actinia Sociata, o Flor Animal Agrupada, encontrada últimamente en las costas marítimas de las Staten Island». | [ 24 ]            |
|        | 1768 | Peter Woulfe                                                                    | Irlanda                                              | Químico y mineralogista                                                                                | «Por sus experimentos sobre la destilación de ácidos, álcalis volátiles y otras sustancias». | [ DNB 13 ]        |
|        | 1769 | William Hewson                                                                  | Inglaterra                                           | Cirujano                                                                                               | «Por sus dos trabajos, titulados, Un relato del sistema linfático en los animales anfibios, - y un relato del sistema linfático en los peces». | —                 |
|        | 1770 | William Hamilton                                                                | Escocia                                              | Diplomático, anticuario, arqueólogo y vulcanista.                                                      | «Por su trabajo, titulado, Relato de un viaje al Etna». | [ 25 ]            |
|        | 1771 | Matthew Raper                                                                   | Reino Unido                                          | Astrónomo, matemático                                                                                  | «Por su trabajo titulado, Una investigación sobre el valor de la antigua moneda griega y romana». | —                 |
|        | 1772 | Joseph Priestley                                                                | Inglaterra                                           | Científico y teólogo                                                                                   | «Por los muchos experimentos curiosos y útiles contenidos en sus observaciones». |                   |
|        | 1773 | John Walsh                                                                      | Reino Unido                                          | Científico y naturalista                                                                               | «Por su trabajo sobre el pez torpedo». | [ 26 ]            |
| —      | 1774 | No entregada                                                                    | —                                                    | — | — | —                 |
|        | 1775 | Nevil Maskelyne                                                                 | Inglaterra                                           | Astrónomo                                                                                              | «En consideración a sus curiosas y laboriosas observaciones sobre la atracción de las montañas, realizadas en Escocia, sobre Schehallien». | [ UsA 3 ]         |
|        | 1776 | James Cook                                                                      | Inglaterra                                           | Navegante, explorador, cartógrafo                                                                      | «Por su trabajo, dando cuenta del método que había tomado para preservar la salud de la tripulación del buque H.M. Resolution, durante su último viaje alrededor del mundo. Cuya comunicación a la Sociedad fue de tanta importancia para el público». | [ 27 ]            |
|        | 1777 | John Mudge                                                                      | Inglaterra                                           | Médico y constructor amateur de espejos de telescopio                                                  | «Por su valioso documento que contiene instrucciones para fabricar la mejor composición para los metales de los telescopios reflectores; junto con una descripción del proceso para esmerilar, pulir y dar al mejor espéculo la verdadera forma parabólica». | —                 |
|        | 1778 | Charles Hutton                                                                  | Inglaterra                                           | Matemático                                                                                             | «Por su trabajo, titulado, La fuerza de la pólvora disparada, y la velocidad inicial de las balas de cañón, determinada por experimentos». | [ UsA 4 ]         |
| —      | 1779 | No entregada                                                                    | —                                                    | — | — | —                 |
|        | 1780 | Samuel Vince                                                                    | Inglaterra                                           | Clérigo, matemático y astrónomo                                                                        | «Por su artículo, titulado, Una investigación de los Principios del Movimiento Progresivo y Rotatorio, impreso en las Transacciones Filosóficas». | [ 28 ]            |
|        | 1781 | William Herschel                                                                | Alemania · (británico)                               | Astrónomo y músico                                                                                     | «Por la comunicación de su descubrimiento de una estrella nueva y singular; descubrimiento que le honra especialmente, ya que, con toda probabilidad, esta estrella ha estado durante muchos años, quizá siglos, dentro de los límites de la visión astronómica, y sin embargo, hasta ahora, ha eludido las investigaciones más diligentes de otros observadores». | [ 29 ]            |
|        | 1782 | Richard Kirwan                                                                  | Irlanda                                              | Geólogo y químico                                                                                      | «Como recompensa por el mérito de sus trabajos en la ciencia de la Química. Por sus análisis químicos de sales». | [ 28 ]            |
|        | 1783 | John Goodricke Thomas Hutchins                                                  | Inglaterra · Países Bajos · (británico) ·            | Astrónomo Médico y naturalista                                                                         | «Por su descubrimiento del periodo de variación de la luz en la estrella Algol». (Goodricke) «Por sus experimentos para determinar el punto de congelación mercurial». (Hutchins) | [ 28 ]            |
|        | 1784 | Edward Waring                                                                   | Inglaterra                                           | Matemático                                                                                             | «Por sus comunicaciones Matemáticas a la Sociedad. Por su artículo sobre la suma de series, cuyo término general es una función determinada de z, la distancia desde el primer término de la serie». | [ UsA 5 ]         |
|        | 1785 | William Roy                                                                     | Escocia                                              | Ingeniero militar, topógrafo y anticuario                                                              | «Por su línea de base (investigación científica) en Hounslow Heath». | [ 30 ]            |
| —      | 1786 | No entregada                                                                    | —                                                    | — | — | —                 |
|        | 1787 | John Hunter                                                                     | Escocia                                              | Cirujano y anatomista                                                                                  | «Por sus tres trabajos: sobre los ovarios, Sobre la identidad de las especies de perro, lobo y chacal, y sobre la anatomía de las ballenas, impresos en las Philosophical Transactions de 1787». | [ 31 ]            |
|        | 1788 | Charles Blagden                                                                 | Inglaterra                                           | Físico y químico                                                                                       | «Por sus dos trabajos sobre la congelación, impresos en el último (78º) volumen de las Transacciones filosóficas». | [ DNB 14 ]        |
|        | 1789 | William Morgan                                                                  | Gales                                                | Médico, físico y estatidistico                                                                         | «Por sus dos trabajos sobre los valores de Reversiones y Supervivencias, impresos en los dos últimos volúmenes de las Philosophical Transactions». | [ DNB 15 ]        |
| —      | 1790 | No entregada                                                                    | —                                                    | — | — | —                 |
|        | 1791 | James Rennell Jean-André Deluc                                                  | Inglaterra · Suiza                                   | Geógrafo, historiador y pionero de oceanografía Geólogo y meteorólogo                                  | «Por su artículo sobre la velocidad de desplazamiento de los camellos, publicado en el último (81º) volumen de las Philosophical Transactions». (Rennell) «Por sus mejoras en higrometría». (De Luc) | [ 32 ]            |
|        | 1792 | Benjamin Thompson                                                               | Reino Unido                                          | Físico e inventor (británico nacido en Estados Unidos)                                                 | «Por sus diversos trabajos sobre las propiedades y la comunicación del calor». | [ DNB 16 ]        |
| —      | 1793 | No entregada                                                                    | —                                                    | — | — | —                 |
|        | 1794 | Alessandro Volta                                                                | Italia                                               | Químico y físico                                                                                       | «Por sus diversas Comunicaciones explicativas de ciertos Experimentos publicados por el Profesor Galvani». | [ 32 ]            |
|        | 1795 | Jesse Ramsden                                                                   | Inglaterra                                           | Matemático, astrónomo y constructor de instrumentos                                                    | «Por sus diversas invenciones y mejoras en la construcción de los instrumentos para las mediciones trigonométricas llevadas a cabo por el difunto General de División Roy y por el Teniente Coronel Williams y sus colaboradores». | [ UsA 6 ]         |
|        | 1796 | George Atwood                                                                   | Inglaterra                                           | Físico y matemático                                                                                    | «Por su trabajo sobre la construcción y el análisis de proposiciones geométricas que determinan las posiciones asumidas por cuerpos homogéneos que flotan libremente y en reposo; y también determinan la estabilidad de barcos y otros cuerpos flotantes». | [ UsA 7 ]         |
| —      | 1797 | No entregada                                                                    | —                                                    | — | — | —                 |
|        | 1798 | George Shuckburgh-Evelyn Charles Hatchett                                       | Irlanda Inglaterra                                   | Político, matemático y astrónomo Mineralogista y químico analítico                                     | «Por sus diversas Comunicaciones impresas en las Philosophical Transactions». (Evelyn) «Por sus comunicaciones químicas impresas en las Transacciones Filosóficas». (Hatchett) | [ DNB 17 ]        |
|        | 1799 | John Hellins                                                                    | Inglaterra                                           | Matemático, astrónomo                                                                                  | «Por su solución mejorada de un problema de Astronomía Física, etc., impresa en las Transacciones Filosóficas del año 1798; y por sus otros Trabajos Matemáticos». | [ 33 ]            |
|        | 1800 | Edward Howard                                                                   | Inglaterra                                           | Militar                                                                                                | «Por su artículo sobre un nuevo fulminato de mercurio». | [ 34 ]            |
|        | 1801 | Astley Paston Cooper                                                            | Inglaterra                                           | Cirujano y anatomista                                                                                  | «Por sus trabajos, sobre los efectos que se producen por la destrucción de la membrana timpánica del oído; con un relato de una operación para la eliminación de una especie particular de sordera». | [ 35 ]            |
|        | 1802 | William Hyde Wollaston                                                          | Inglaterra                                           | Físico y químico                                                                                       | «Por sus diversos trabajos publicados en Philosophical Transactions». | [ 36 ]            |
|        | 1803 | Richard Chenevix                                                                | Irlanda                                              | Químico, mineralogista                                                                                 | «Por sus diversos trabajos sobre química publicados en las Philosophical Transactions.» | [ 37 ]            |
|        | 1804 | Smithson Tennant                                                                | Inglaterra                                           | Químico                                                                                                | «Por sus diversos descubrimientos químicos comunicados a la Sociedad e impresos en varios volúmenes de las Philosophical Transactions». | [ 38 ]            |
|        | 1805 | Humphry Davy                                                                    | Inglaterra                                           | Químico                                                                                                | «Por sus diversas comunicaciones publicadas en las Philosophical Transactions». | [ DNB 18 ]        |
|        | 1806 | Thomas Andrew Knight                                                            | Inglaterra                                           | Horticultor y botánico                                                                                 | «Por sus diversos trabajos sobre la vegetación, publicados en Philosophical Transactions». | [ 39 ]            |
|        | 1807 | Everard Home                                                                    | Inglaterra                                           | Cirujano                                                                                               | «Por sus diversos trabajos sobre anatomía y fisiología, publicados en las Philosophical Transactions». | —                 |
|        | 1808 | William Henry                                                                   | Inglaterra                                           | Químico                                                                                                | «Por sus diversos trabajos comunicados a la sociedad e impresos en las Philosophical Transactions». | —                 |
|        | 1809 | Edward Troughton                                                                | Inglaterra                                           | fabricante de instrumental                                                                             | «Por el relato de su método de división de los instrumentos astronómicos, impreso en el último volumen de las Philosophical Transactions». | [ UsA 8 ]         |
| —      | 1810 | No entregada                                                                    | —                                                    | — | — | —                 |
|        | 1811 | Sir Benjamin Collins Brodie                                                     | Inglaterra                                           | Fisiólogo y cirujano                                                                                   | «Por sus artículos impresos en las Transacciones Filosóficas. Sobre la influencia del cerebro en la acción del corazón, y la generación del calor animal; y sobre los diferentes modos en que la muerte es producida por ciertos venenos vegetales». | [ 40 ]            |
| —      | 1812 | No entregada                                                                    | —                                                    | — | — | —                 |
|        | 1813 | William Thomas Brande                                                           | Inglaterra                                           | Químico                                                                                                | «Por sus comunicaciones relativas al alcohol contenido en los licores fermentados y otros trabajos, impresos en las Philosophical Transactions». | —                 |
|        | 1814 | James Ivory                                                                     | Escocia                                              | Matemático                                                                                             | «Por sus diversas contribuciones matemáticas publicadas en Philosophical Transactions». | [ UsA 9 ]         |
|        | 1815 | David Brewster                                                                  | Escocia                                              | Naturalista, inventor y escritor.                                                                      | «Por su artículo sobre la polarización de la luz por reflexión a partir de cuerpos transparentes». | [ UsA 10 ]        |
| —      | 1816 | No entregada                                                                    | —                                                    | — | — | —                 |
|        | 1817 | Henry Kater                                                                     | Inglaterra                                           | Físico                                                                                                 | «Por sus experimentos con el péndulo». | [ 41 ]            |
|        | 1818 | Robert Seppings                                                                 | Inglaterra                                           | Arquitecto naval                                                                                       | «Por sus trabajos sobre la construcción de buques de guerra, publicados en Philosophical Transactions». | —                 |
| —      | 1819 | No entregada                                                                    | —                                                    | — | — | —                 |
|        | 1820 | Hans Christian Orsted                                                           | Dinamarca                                            | Físico y químico                                                                                       | «Por sus descubrimientos electromagnéticos». | [ 42 ]            |
|        | 1821 | Edward Sabine John Herschel                                                     | Irlanda Inglaterra                                   | Astrónomo, geofísico, botánico, ornitólogo y explorador Matemático y astrónomo                         | «Por sus diversas comunicaciones a la Royal Society relativas a sus investigaciones realizadas en la última Expedición a las Regiones Árticas». (Sabine) «Por sus trabajos impresos en las Transacciones Filosóficas». (Herschel) | [ UsA 11 ]        |
|        | 1822 | William Buckland                                                                | Inglaterra                                           | Naturalista, geólogo y paleontólogo                                                                    | «Por su trabajo sobre los dientes y huesos fósiles descubiertos en una cueva de Kirkdale». | [ 43 ]            |
|        | 1823 | John Pond                                                                       | Inglaterra                                           | Astrónomo                                                                                              | «Por sus diversas comunicaciones a la Royal Society». | —                 |
|        | 1824 | John Brinkley                                                                   | Inglaterra                                           | Astrónomo                                                                                              | «Por sus diversas comunicaciones a la Royal Society». | [ 44 ]            |
|        | 1825 | François Arago Peter Barlow                                                     | Francia Inglaterra                                   | Matemático, físico y astrónomo Matemático y físico                                                     | «Por el descubrimiento de las propiedades magnéticas de sustancias que no contienen hierro. Por el descubrimiento del poder de varios cuerpos, principalmente metálicos, de recibir impresiones magnéticas, de la misma manera, aunque de un modo más evanescente que el hierro maleable, y en un grado infinitamente menos intenso». (Arago) >«Por sus diversas comunicaciones sobre el tema del magnetismo». (Barlow) | [ UsA 12 ]        |
|        | 1826 | James South                                                                     | Inglaterra                                           | Astrónomo                                                                                              | «Por sus observaciones de estrellas dobles, y su documento sobre las Discordancias entre las ascensiones derechas observadas y calculadas de los soles, publicado en las Transacciones de la Sociedad. Por su documento de observaciones de las distancias y posiciones aparentes de cuatrocientas cincuenta y ocho estrellas dobles y triples, publicado en el presente volumen (1826, Parte 1.) de las Transacciones». | [ 45 ]            |
|        | 1827 | William Prout Henry Foster                                                      | Inglaterra                                           | Químico, físico y teólogo natural                                                                      | «Por su trabajo titulado, Sobre la composición final de las sustancias alimenticias simples, con algunas observaciones preliminares sobre el análisis de los cuerpos organizados en general». (Prout) «Por sus observaciones magnéticas y otras realizadas durante la expedición ártica a Port Bowen». (Foster) | [ 46 ]            |
| —      | 1828 | No entregada                                                                    | —                                                    | — | — | —                 |
| —      | 1829 | No entregada                                                                    | —                                                    | — | — | —                 |
| —      | 1830 | No entregada                                                                    | —                                                    | — | — | —                 |
|        | 1831 | George Biddell Airy                                                             | Inglaterra                                           | Astrónomo y matemático                                                                                 | «Por sus trabajos, Sobre el principio de la construcción de los oculares acromáticos de los telescopios, - sobre la aberración esférica de los oculares de los telescopios, y para otros artículos sobre temas ópticos en las transacciones de la Sociedad Filosófica de Cambridge.ge Philosophical Society». | [ UsA 13 ]        |
|        | 1832 | Michael Faraday Simeon Poisson                                                  | Inglaterra Francia                                   | Físico Físico y matemático                                                                             | «Por su descubrimiento de la magneto-electricidad, detallado en sus Investigaciones Experimentales sobre Electricidad, publicadas en las Transacciones Filosóficas del presente año». (Faraday) «Por su trabajo titulado, Nouvelle Theorie de lAction Capillaire». (Poisson) | [ UsA 14 ]        |
| —      | 1833 | No entregada                                                                    | —                                                    | — | — | —                 |
|        | 1834 | Giovanni Antonio Amedeo                                                         | Italia                                               | Astrónomo y matemático                                                                                 | «Por su obra titulada Theorie du Mouvement de la Lune». | [ UsA 15 ]        |
|        | 1835 | William Snow Harris                                                             | Inglaterra                                           | Médico e investigador eléctrico                                                                        | «Por sus investigaciones experimentales de la fuerza de la electricidad de alta intensidad contenidas en las Philosophical Transactions de 1834». | [ DNB 18 ]        |
|        | 1836 | Jöns Jacob Berzelius Francis Kiernan                                            | Suecia · Irlanda                                     | Médico y químico Médico y anatomista                                                                   | «Por su aplicación sistemática de la doctrina de las proporciones definidas al análisis de los cuerpos minerales, contenida en su Nouveau Systeme de Mineralogie, y en otras de sus obras». (Berzelius) «Por sus descubrimientos relativos a la estructura del hígado, detallados en su artículo comunicado a la Royal Society y publicado en las Philosophical Transactions de 1833». (Kiernan) | —                 |
|        | 1837 | Antoine César Becquerel John Frederic Daniell                                   | Francia Inglaterra                                   | Científico Químico y físico                                                                            | «Por sus diversas memorias sobre el tema de la electricidad, publicadas en las Memoires deacademie Royale des Sciences de lInstitut de France, y en particular por las relativas a la producción de cristales de sulfuros metálicos y de azufre, por la acción prolongada de la electricidad de muy baja tensión, y publicadas en el décimo volumen de dichas Memoires». (Becquerel) «Por sus dos trabajos sobre las combinaciones voltaicas publicados en las Philosophical Transactions de 1836». (Daniell)                                                                                      | [ 47 ]            |
|        | 1838 | Carl Friedrich Gauss Michael Faraday                                            | Alemania · Inglaterra                                | Matemático, astrónomo y físico Científico                                                              | «Por sus inventos e investigaciones matemáticas sobre el magnetismo». (Gauss) «Por sus investigaciones sobre la inducción eléctrica específica». (Faraday) | [ UsA 16 ]        |
|        | 1839 | Robert Brown                                                                    | Escocia                                              | Médico, cirujano y botánico                                                                            | «Por sus descubrimientos durante una serie de años, sobre el tema de la impregnación vegetal». | [ DNB 19 ]        |
|        | 1840 | Justus Liebig Jacques Charles François Sturm                                    | Químico Matemático                                   | Alemania · Francia (ascendencia alemana)                                                               | «Por sus descubrimientos en química orgánica y, en particular, por el desarrollo de la composición y la teoría de los radicales orgánicos». (Liebig) «Por su "Memoire sur la Resolution des Equations Numeriques", publicado en las Memoires des Savans Etrangers de 1835». (Sturm) | [ 48 ] [ UsA 17 ] |
|        | 1841 | Georg Ohm                                                                       | Alemania                                             | Físico y matemático                                                                                    | «Por sus investigaciones sobre las leyes de las corrientes eléctricas contenidas en diversas memorias publicadas en Schweiggers Journal, Poggendorffs Annalen y en una obra aparte titulada Die galvanische Kette mathematisch bearbeitet». | [ UsA 18 ]        |
|        | 1842 | James MacCullagh                                                                | Irlanda                                              | Matemático                                                                                             | «Por sus investigaciones relacionadas con la teoría ondulatoria de la luz, contenidas en las Transactions of the Royal Irish Academy». | [ UsA 19 ]        |
|        | 1843 | Jean Baptiste Dumas                                                             | Francia                                              | Químico, político                                                                                      | «Por sus últimas y valiosas investigaciones en química orgánica, en particular las contenidas en una serie de memorias sobre los tipos químicos y la doctrina de la sustitución, y también por sus elaboradas investigaciones sobre los pesos atómicos del carbono, el oxígeno, el hidrógeno, el nitrógeno y otros elementos». | —                 |
|        | 1844 | Carlo Matteucci                                                                 | Italia                                               | Físico                                                                                                 | «Por sus diversas investigaciones sobre la electricidad animal». | [ 49 ]            |
|        | 1845 | Theodor Schwann                                                                 | Alemania                                             | Naturalista, fisiólogo y anatomista                                                                    | «Por sus investigaciones fisiológicas sobre el desarrollo de las texturas animales y vegetales, publicadas en su obra titulada Mikroskopische Untersuchungen uber die Uebereinstimmung in der Struktur u. dem Wachstumhun der Thiese u. Pflanzen.» | —                 |
|        | 1846 | Urbain Le Verrier                                                               | Francia                                              | Matemático                                                                                             | «Por sus investigaciones relativas a las perturbaciones de Urano, por las que demostró la existencia y predijo el lugar del nuevo planeta; el Consejo consideró que tal predicción, confirmada como fue por el descubrimiento inmediato del planeta, era uno de los triunfos más orgullosos del análisis moderno aplicado al newtoniano Theory of Gravitation». | [ UsA 20 ]        |
|        | 1847 | John Herschel                                                                   | Inglaterra                                           | Matemático y astrónomo                                                                                 | «Por su obra titulada Resultados de Observaciones Astronómicas realizadas durante los años 1834, 1835, 1836, 1837 y 1838, en el cabo de Buena Esperanza; siendo una finalización de un estudio telescópico de toda la superficie de los cielos visibles, comenzó en 1825». | [ UsA 11 ]        |
|        | 1848 | John Couch Adams                                                                | Inglaterra                                           | Matemático y astrónomo                                                                                 | «Por sus investigaciones relativas a las perturbaciones de Urano, y por su aplicación del problema inverso de sus perturbaciones». | [ UsA 21 ]        |
|        | 1849 | Roderick Murchison                                                              | Escocia                                              | Geólogo, paleontólogo, naturalista, pteridólogo, algólogo                                              | «Por los eminentes servicios que ha prestado a la ciencia geológica durante muchos años de observación activa en varias partes de Europa; y especialmente por el establecimiento de esa clasificación de los depósitos paleozoicos más antiguos denominados sistema Silúrico, como se establece en las dos obras tituladas The Silurian System found on Geological Researches in England, y The Geology of Russia in Europe and the Ural Mountains». | —                 |
|        | 1850 | Peter Andreas Hansen                                                            | Dinamarca                                            | Astrónomo                                                                                              | «Por sus investigaciones en astronomía física». | [ DNB 18 ]        |
|        | 1851 | Richard Owen                                                                    | Inglaterra                                           | Biólogo, paleontólogo y anatomista comparativo                                                         | «A causa de sus importantes descubrimientos en anatomía comparada y paleontología, contenidos en las Philosophical Transactions y muchas otras obras». | [ 50 ]            |
|        | 1852 | Alexander von Humboldt                                                          | Alemania                                             | Geógrafo, astrónomo, humanista, naturalista y explorador                                               | «Por sus eminentes servicios en la física terrestre, durante una serie de años». | [ UsA 22 ]        |
|        | 1853 | Heinrich Wilhelm Dove                                                           | Alemania                                             | Físico, climatólogo y meteorólogo                                                                      | «Por su trabajo sobre la distribución del calor sobre la superficie de la Tierra». | —                 |
|        | 1854 | Johannes Peter Müller                                                           | Alemania                                             | Anatomista y fisiólogo                                                                                 | «Por sus importantes aportaciones a distintas ramas de la fisiología y la anatomía comparada, y en particular, por sus investigaciones sobre la embriología de los equinodermos, contenidas en una serie de memorias publicadas en las Transactions of the Royal Academy of Sciences de Berlín». | [ 51 ]            |
|        | 1855 | Léon Foucault                                                                   | Francia                                              | Físico y astrónomo                                                                                     | «Por sus diversas investigaciones en física experimental». | [ DNB 18 ]        |
|        | 1856 | Henri Milne-Edwards                                                             | Francia                                              | Zoólogo                                                                                                | «Por sus investigaciones en anatomía y zoología comparadas». | —                 |
|        | 1857 | Michel Eugène Chevreul                                                          | Francia                                              | Químico                                                                                                | «Por sus investigaciones en química orgánica, particularmente sobre la composición de las grasas, y por sus investigaciones sobre el contraste de colores». | [ DNB 18 ]        |
|        | 1858 | Charles Lyell                                                                   | Escocia                                              | Geólogo                                                                                                | «Por sus diversas investigaciones y escritos con los que ha contribuido al avance de la geología». | [ DNB 18 ]        |
|        | 1859 | Wilhelm Eduard Weber                                                            | Alemania                                             | Físico                                                                                                 | «Por las investigaciones contenidas en sus Maasbestimmungen y otras investigaciones en electricidad, magnetismo, acústica». | [ UsA 23 ]        |
|        | 1860 | Robert Wilhelm Bunsen                                                           | Alemania                                             | Químico                                                                                                | «Por sus investigaciones sobre cacodilos, análisis gaseosos, los fenómenos Voltaire de Islandia; y otras investigaciones». | [ DNB 18 ]        |
|        | 1861 | Louis Agassiz                                                                   | Suiza                                                | Naturalista, paleontólogo, glaciólogo, y geólogo                                                       | «Por sus eminentes investigaciones en paleontología y otras ramas de la ciencia, y en particular por sus grandes obras los Poissons Fossiles, y sus Poissons du Vieux Gres Rouge dEcosse». | [ DNB 18 ]        |
|        | 1862 | Thomas Graham                                                                   | Reino Unido                                          | Químico                                                                                                | «Por tres memorias de la difusión de líquidos, publicadas en Philosophical Transactions de 1850 y 1851; por una memoria sobre la fuerza osmótica en Philosophical Transactions de 1854; y particularmente por un artículo sobre la difusión de los líquidos aplicada al análisis, que incluye una distinción de compuestos en coloides y cristaloides publicado en Philosophical Transactions de 1861». | [ 52 ]            |
|        | 1863 | Adam Sedgwick                                                                   | Reino Unido                                          | Geólogo                                                                                                | «Por sus originales observaciones y descubrimientos en la geología de la serie paleozoica de rocas, y más especialmente por su determinación de los caracteres del sistema Devónico, mediante observaciones del orden de superposición de las rocas de Killas y sus fósiles en Devonshire». | [ 53 ]            |
|        | 1864 | Charles Darwin                                                                  | Inglaterra                                           | Naturalista                                                                                            | «Por sus importantes investigaciones en geología, zoología y fisiología botánica». | [ DNB 18 ]        |
|        | 1865 | Michel Chasles                                                                  | Francia                                              | Matemático y geómetra                                                                                  | «Por sus investigaciones históricas y originales en geometría pura». | [ UsA 24 ]        |
|        | 1866 | Julius Plücker                                                                  | Alemania                                             | Matemático y físico                                                                                    | «Por sus investigaciones en geometría analítica, magnetismo y análisis espectral». | [ UsA 25 ]        |
|        | 1867 | Karl Ernst von Baer                                                             | Rusia                                                | Naturalista, biólogo, geólogo, meteorólogo, geógrafo, botánico                                         | «Por sus descubrimientos en embriología y anatomía comparada, y por sus contribuciones a la filosofía de la zoología». | [ DNB 18 ]        |
|        | 1868 | Charles Wheatstone                                                              | Inglaterra                                           | Científico e inventor                                                                                  | «Por sus investigaciones en acústica, óptica, electricidad y magnetismo». | [ DNB 18 ]        |
|        | 1869 | Henri Victor Regnault                                                           | Francia                                              | Químico y físico                                                                                       | «Por el segundo volumen de su Relation des Experiences pour determiner les lois et les donnees physiques necessaires au calcul des machines a feu, incluidas sus elaboradas investigaciones sobre el calor específico de gases y vapores, y varios artículos sobre la fuerza elástica de los vapores». | [ DNB 18 ]        |
|        | 1870 | James Prescott Joule                                                            | Inglaterra                                           | Físico                                                                                                 | «Por sus investigaciones experimentales sobre la teoría dinámica del calor». | [ DNB 18 ]        |
|        | 1871 | Julius Robert von Mayer                                                         | Alemania                                             | Físico y médico                                                                                        | «Por sus investigaciones sobre la mecánica del calor; incluyendo ensayos sobre: 1.º La fuerza de la naturaleza inorgánica. 2.º Movimiento orgánico en relación con la nutrición. 3.º Fiebre. 4.º Dinámica celeste. 5.º El equivalente mecánico del calor». | [ DNB 18 ]        |
|        | 1872 | Friedrich Woehler                                                               | Alemania                                             | Pedagogo y químico                                                                                     | «Por sus numerosas aportaciones a la ciencia de la química, y más especialmente por sus investigaciones sobre los productos de la descomposición de los cianógenos por el amoníaco; sobre los derivados del ácido úrico; sobre las series benzoílo; sobre el boro, silicio y sus compuestos; y sobre las piedras meteóricas». | [ DNB 18 ]        |
|        | 1873 | Hermann Helmholtz                                                               | Alemania                                             | Médico y físico                                                                                        | «Por sus investigaciones en física y fisiología». | [ UsA 26 ]        |
|        | 1874 | Louis Pasteur                                                                   | Francia                                              | Químico, físico, matemático y bacteriólogo                                                             | «Por sus investigaciones sobre la fermentación y sobre la pelerina». | [ DNB 18 ]        |
|        | 1875 | August Wilhelm Hofmann                                                          | Alemania                                             | Químico                                                                                                | «Por sus numerosas contribuciones a la ciencia de la química, y especialmente por sus investigaciones sobre los derivados del amoníaco». | [ 54 ]            |
|        | 1876 | Claude Bernard                                                                  | Francia                                              | Biólogo teórico, médico y fisiólogo                                                                    | «Por sus numerosas aportaciones a la ciencia de la fisiología». | [ DNB 18 ]        |
|        | 1877 | James Dwight Dana                                                               | Estados Unidos                                       | Geólogo, mineralogista, zoólogo y botánico                                                             | «Por sus investigaciones biológicas, geológicas y mineralógicas, realizadas a lo largo de medio siglo, y por las valiosas obras en las que se han publicado sus conclusiones y descubrimientos». | [ DNB 18 ]        |
|        | 1878 | Jean-Baptiste Boussingault                                                      | Francia                                              | Químico                                                                                                | «Por sus continuadas e importantes investigaciones y descubrimientos en química agrícola». | [ 55 ]            |
|        | 1879 | Rudolf Clausius                                                                 | Alemania                                             | Físico y matemático                                                                                    | «Por sus conocidas investigaciones sobre el calor». | [ UsA 27 ]        |
|        | 1880 | James Joseph Sylvester                                                          | Inglaterra                                           | Matemático                                                                                             | «Por sus largas investigaciones y descubrimientos en matemáticas». | [ UsA 28 ]        |
|        | 1881 | Karl Adolph Wurtz                                                               | Francia                                              | Químico                                                                                                | «Por su descubrimiento de los amoníacos orgánicos, los glicoles y otras investigaciones que han ejercido una influencia considerable en el progreso de la química». | —                 |
|        | 1882 | Arthur Cayley                                                                   | Reino Unido                                          | Matemático                                                                                             | «Por sus numerosas y profundas investigaciones en matemáticas puras». | [ 56 ]            |
|        | 1883 | William Thomson, Lord Kelvin                                                    | Irlanda del Norte                                    | Físico y matemático                                                                                    | «Por (1.º) su descubrimiento de la ley de la disipación universal de la energía; (2.º) sus investigaciones y eminentes servicios en física, tanto experimental como matemática, especialmente en teoría de la electricidad y termodinámica». | [ UsA 29 ]        |
|        | 1884 | Carl Ludwig                                                                     | Alemania                                             | Médico y fisiólogo                                                                                     | «Por sus investigaciones en fisiología y los grandes servicios que ha prestado a las ciencias fisiológicas». | —                 |
|        | 1885 | Friedrich August Kekulé von Stradonitz                                          | Alemania                                             | Químico                                                                                                | «Por sus investigaciones en química orgánica». | [ DNB 18 ]        |
|        | 1886 | Franz Ernst Neumann                                                             | Alemania                                             | Físico y matemático                                                                                    | «Por sus investigaciones en óptica teórica y electrodinámica». | [ UsA 30 ]        |
|        | 1887 | Joseph Dalton Hooker                                                            | Reino Unido                                          | Botánico y explorador                                                                                  | «Por sus servicios a la ciencia botánica como investigador, autor y viajero». | [ DNB 18 ]        |
|        | 1888 | Thomas Henry Huxley                                                             | Inglaterra                                           | Biólogo y filósofo                                                                                     | «Por sus investigaciones sobre la morfología e histología de animales vertebrados e invertebrados, y por sus servicios a las ciencias biológicas en general durante muchos años pasados». | [ DNB 18 ]        |
|        | 1889 | George Salmon                                                                   | Irlanda                                              | Matemático y teólogo                                                                                   | «Por sus diversos trabajos sobre temas de matemática pura, y por los valiosos tratados matemáticos de los que es autor». | [ UsA 31 ]        |
|        | 1890 | Simon Newcomb                                                                   | Canadá · (estadounidense)                            | Astrónomo y matemático estadounidense de origen canadiense                                             | «Por sus contribuciones al progreso de la astronomía gravitacional». | [ UsA 32 ]        |
|        | 1891 | Stanislao Cannizzaro                                                            | Italia                                               | Químico                                                                                                | «Por sus aportes a la filosofía química especialmente por su aplicación de la teoría de Avogadro». | [ DNB 18 ]        |
|        | 1892 | Rudolf Virchow                                                                  | Alemania                                             | Médico patólogo, antropólogo, político y biólogo                                                       | «Por sus investigaciones en patología, anatomía patológica y arqueología prehistórica». | [ DNB 18 ]        |
|        | 1893 | George Gabriel Stokes                                                           | Irlanda                                              | Matemático y físico                                                                                    | «Por sus investigaciones y descubrimientos en ciencias físicas». | [ UsA 33 ]        |
|        | 1894 | Edward Frankland                                                                | Inglaterra                                           | Químico                                                                                                | «Por sus eminentes servicios a la química teórica y aplicada». | [ 57 ]            |
|        | 1895 | Karl Weierstrass                                                                | Alemania                                             | Matemático                                                                                             | «Por sus investigaciones en matemáticas puras». | [ UsA 34 ]        |
|        | 1896 | Karl Gegenbaur                                                                  | Alemania                                             | Anatomista                                                                                             | «Por sus investigaciones de toda la vida en anatomía comparada en todas las ramas del reino animal, etc., etc.». | —                 |
|        | 1897 | Rudolph Albert von Kölliker                                                     | Suiza                                                | Anatomista, embriólogo, fisiólogo, zoólogo y botánico                                                  | «En reconocimiento a su importante labor en embriología, anatomía comparada y fisiología, y especialmente por su eminencia como histólogo». | —                 |
|        | 1898 | William Huggins                                                                 | Inglaterra                                           | Astrónomo                                                                                              | «Por sus investigaciones en análisis espectral aplicado a los cuerpos celestes». | [ DNB 18 ]        |
|        | 1899 | John William Strutt, tercer barón de Rayleigh ( Premio Nobel de Física de 1904) | Inglaterra                                           | Físico                                                                                                 | «En reconocimiento a sus aportaciones a la ciencia física». | [ UsA 35 ]        |
|        | 1900 | Marcellin Berthelot                                                             | Francia                                              | Químico e historiador                                                                                  | «Por sus brillantes servicios a la ciencia química». | [ DNB 18 ]        |
|        | 1901 | Willard Gibbs                                                                   | Estados Unidos                                       | Físico                                                                                                 | «Por sus contribuciones a la física matemática». | [ UsA 36 ]        |
|        | 1902 | Joseph Lister, primer barón Lister                                              | Inglaterra                                           | Cirujano                                                                                               | «En reconocimiento al valor de sus investigaciones fisiológicas y patológicas en cuanto a su influencia en la práctica moderna de la cirugía». | [ DNB 20 ]        |
|        | 1903 | Eduard Suess                                                                    | Austria                                              | geólogo                                                                                                | «Por sus eminentes servicios geológicos, y especialmente por las originales investigaciones y conclusiones publicadas en su gran obra 'Das Antlitz der Erde'». | [ DNB 20 ]        |
|        | 1904 | William Crookes                                                                 | Inglaterra                                           | Químico                                                                                                | «Por sus prolongadas investigaciones en química espectroscópica, sobre fenómenos eléctricos y mecánicos en gases muy enrarecidos, sobre fenómenos radiactivos y otros temas». | [ DNB 20 ]        |
|        | 1905 | Dmitri Mendeleev                                                                | Rusia                                                | Químico                                                                                                | «Por sus contribuciones a las ciencias químicas y física». | [ DNB 20 ]        |
|        | 1906 | Elias Metchnikoff ( Premio Nobel de Fisiología o Medicina en 1908)              | Ucrania · (y ruso y francés)                         | Microbiólogo                                                                                           | «Sobre la base de la importancia de su trabajo en zoología y en patología». | [ DNB 20 ]        |
|        | 1907 | Albert Abraham Michelson ( Premio Nobel de Física en 1907)                      | Estados Unidos                                       | Físico                                                                                                 | «Sobre la base de sus investigaciones en óptica». | [ DNB 20 ]        |
|        | 1908 | Alfred Russel Wallace                                                           | Gales                                                | Naturalista, explorador, geógrafo, antropólogo y biólogo                                               | «Por el gran valor de sus numerosas contribuciones a la historia natural, y del papel que desempeñó en la elaboración de la teoría del origen de las especies por seleccion natural». | [ DNB 20 ]        |
|        | 1909 | George William Hill                                                             | Estados Unidos                                       | Astrónomo y matemático                                                                                 | «Sobre la base de sus investigaciones en astronomía matemática». | [ DNB 20 ]        |
|        | 1910 | Francis Galton                                                                  | Inglaterra                                           | Polímata, antropólogo, geógrafo, explorador, inventor, meteorólogo, estadístico, psicólogo y eugenista | «Sobre la base de sus investigaciones en la herencia». | [ DNB 20 ]        |
|        | 1911 | George Howard Darwin                                                            | Inglaterra                                           | Astrónomo                                                                                              | «Sobre la base de sus investigaciones sobre la teoría de las mareas, las formas de los planetas y temas afines». | [ DNB 20 ]        |
|        | 1912 | Felix Klein                                                                     | Alemania                                             | Matemático                                                                                             | «Sobre la base de sus investigaciones en matemáticas». | [ UsA 37 ]        |
|        | 1913 | Ray Lankester                                                                   | Inglaterra                                           | Naturalista, zoólogo, y algólogo                                                                       | «Sobre la base del alto valor científico de las investigaciones en zoología realizadas por él». | [ 58 ]            |
|        | 1914 | Joseph John Thomson ( Premio Nobel de Física en 1906)                           | Inglaterra                                           | Científico                                                                                             | «Sobre la base de sus descubrimientos en las ciencias físicas». | [ DNB 20 ]        |
|        | 1915 | Iván Pávlov                                                                     | Rusia                                                | fisiólogo                                                                                              | «Sobre la base de sus investigacionesen la fisiología de la digestión y de los centros superiores del sistema nervioso». | [ DNB 20 ]        |
|        | 1916 | James Dewar                                                                     | Escocia                                              | Físico y químico                                                                                       | «Por sus importantes investigaciones en química física, más especialmente sus investigaciones sobre licuefacción de gases». | [ DNB 20 ]        |
|        | 1917 | Pierre Paul Émile Roux                                                          | Francia                                              | Médico, bacteriólogo e inmunólogo                                                                      | «Sobre la base de su eminencia como bacteriólogo y pionero en la sueroterapia». | [ 59 ]            |
|        | 1918 | Hendrik Lorentz ( Premio Nobel de Física de 1902)                               | Países Bajos                                         | Físico                                                                                                 | «Sobre la base de sus distinguidas investigaciones en física matemática». | [ DNB 20 ]        |
|        | 1919 | William Bayliss                                                                 | Inglaterra                                           | Fisiólogo                                                                                              | «Sobre la base de sus investigaciones en fisiología general y biofísica». | [ DNB 20 ]        |
|        | 1920 | Horace Brown                                                                    | Reino Unido                                          | Químico                                                                                                | «Sobre la base de su trabajo sobre la química de los carbohidratos, etc.». | [ 60 ]            |
|        | 1921 | Joseph Larmor                                                                   | Irlanda del Norte                                    | Físico y matemático                                                                                    | «Por sus investigaciones en física matemática». | [ UsA 38 ]        |
|        | 1922 | Ernest Rutherford ( Premio Nobel de Química en 1908)                            | Nueva Zelanda                                        | Físico                                                                                                 | «Por sus investigaciones sobre la radioactividad y la estructura atómica». | [ DNB 20 ]        |
|        | 1923 | Horace Lamb                                                                     | Inglaterra                                           | Matemático aplicado                                                                                    | «Por sus investigaciones en física matemática». | [ UsA 39 ]        |
|        | 1924 | Edward Albert Sharpey-Schafer                                                   | Inglaterra                                           | Fisiólogo                                                                                              | «Por el valioso trabajo que ha realizado en fisiología e histología y la posición que ocupa ahora como líder en estas ciencias». | —                 |
|        | 1925 | Albert Einstein ( Premio Nobel de Física 1921)                                  | Alemania · (luego suizo, austriaco y estadounidense) | Físico                                                                                                 | «Por su teoría de la relatividad y sus contribuciones a la teoría cuántica». | [ DNB 20 ]        |
|        | 1926 | Frederick Hopkins ( Premio Nobel de Fisiología o Medicina en 1929)              | Inglaterra                                           | Bioquímico                                                                                             | «Por su distinguido y fructífero trabajo en bioquímica». | [ DNB 21 ]        |
|        | 1927 | Charles Sherrington ( Premio Nobel de Fisiología o Medicina en 1932)            | Inglaterra                                           | Neurofisiólogo                                                                                         | «Por su distinguido trabajo en neurología». | [ 61 ]            |
|        | 1928 | Charles Algernon Parsons                                                        | Inglaterra                                           | Ingeniero e inventor                                                                                   | «Por sus contribuciones a la ciencia de la ingeniería». | —                 |
|        | 1929 | Max Planck ( Premio Nobel de Física en 1918)                                    | Alemania                                             | Físico y matemático                                                                                    | «Por sus contribuciones a la física teórica y especialmente como creador de la teoría cuántica». | [ UsA 40 ]        |
|        | 1930 | William Bragg ( Premio Nobel de Física de 1915)                                 | Inglaterra                                           | Físico                                                                                                 | «Por sus distinguidas contribuciones a la cristalografía y la radiactividad». | [ 62 ]            |
|        | 1931 | Arthur Schuster                                                                 | Alemania · (británico)                               | Físico                                                                                                 | «Por sus destacadas investigaciones en óptica y magnetismo terrestre». | [ 63 ]            |
|        | 1932 | George Ellery Hale                                                              | Estados Unidos                                       | Astrónomo solar                                                                                        | «Por su distinguido trabajo sobre los fenómenos magnéticos solares y por su eminencia como ingeniero científico, especialmente en relación con el Observatorio de Monte Wilson». | [ 64 ]            |
|        | 1933 | Theobald Smith                                                                  | Estados Unidos                                       | epidemiólogo y patólogo                                                                                | «Por su investigación y observación originales sobre las enfermedades de los animales y del hombre». | [ 65 ]            |
|        | 1934 | John Scott Haldane                                                              | Escocia                                              | Filósofo y biólogo                                                                                     | «En reconocimiento a sus descubrimientos en fisiología humana y su aplicación a la medicina, la minería, el buceo y la ingeniería». | [ DNB 22 ]        |
|        | 1935 | Charles Thomson Rees Wilson ( Premio Nobel de Física en 1927)                   | Escocia                                              | Físico                                                                                                 | «Por su trabajo sobre el uso de las nubes para mejorar nuestro conocimiento de los átomos y sus propiedades». | [ 66 ]            |
|        | 1936 | Arthur Evans                                                                    | Inglaterra                                           | Arqueólogo                                                                                             | «En reconocimiento a su trabajo pionero en Creta, en particular sus contribuciones a la historia y la civilización de su edad minoica». | [ 67 ]            |
|        | 1937 | Henry Dale ( Premio Nobel de Fisiología o Medicina en 1936)                     | Inglaterra                                           | fisiólogo                                                                                              | «En reconocimiento a sus importantes contribuciones a la fisiología y la farmacología, particularmente en relación con los sistemas nervioso y neuromuscular». | [ 68 ]            |
|        | 1938 | Niels Bohr ( Premio Nobel de Física en 1922)                                    | Dinamarca                                            | Físico                                                                                                 | «En reconocimiento a su distinguido trabajo en el desarrollo de la teoría cuántica de la estructura atómica». | [ UsA 41 ]        |
|        | 1939 | Thomas Hunt Morgan ( Premio Nobel de Fisiología o Medicina en 1933)             | Estados Unidos                                       | Genetista                                                                                              | «Por su establecimiento de la ciencia moderna de la genética que ha revolucionado nuestra comprensión, no sólo de la herencia, sino del mecanismo y la naturaleza de la evolución». | [ 69 ]            |
|        | 1940 | Paul Langevin                                                                   | Francia                                              | Físico                                                                                                 | «Por su trabajo pionero en la teoría electrónica del magnetismo, sus contribuciones fundamentales a la descarga de electricidad en gases y su importante trabajo en muchas ramas de la física teórica». | [ 70 ]            |
|        | 1941 | Thomas Lewis                                                                    | Gales                                                | Cardiólogo                                                                                             | «Por sus investigaciones clínicas y experimentales sobre el corazón de los mamíferos». | [ 71 ]            |
|        | 1942 | Robert Robinson ( Premio Nobel de Química en 1947)                              | Inglaterra                                           | Químico                                                                                                | «Por su trabajo de investigación de excepcional originalidad y brillantez que ha influido en todo el campo de la química orgánica». | [ 72 ]            |
|        | 1943 | Joseph Barcroft                                                                 | Irlanda del Norte                                    | fisiólogo                                                                                              | «Por su distinguido trabajo sobre la respiración y la función respiratoria de la sangre». | [ 73 ]            |
|        | 1944 | Geoffrey Taylor                                                                 | Inglaterra                                           | Físico y matemático                                                                                    | «Por sus numerosas contribuciones a la aerodinámica, la hidrodinámica y la estructura de los metales, que han tenido una profunda influencia en el avance de la ciencia física y sus aplicaciones». | [ UsA 42 ]        |
|        | 1945 | Oswald Theodore Avery                                                           | Canadá                                               | Médico y biólogo molecular                                                                             | «Por su éxito en la introducción de métodos químicos en el estudio de la inmunidad contra enfermedades infecciosas». | [ 74 ]            |
|        | 1946 | Edgar Douglas Adrian ( Premio Nobel de Fisiología o Medicina en 1932)           | Inglaterra                                           | Fisiólogo                                                                                              | «Por sus distinguidas investigaciones sobre la naturaleza fundamental de la actividad nerviosa y, recientemente, sobre la localización de determinadas funciones nerviosas». | [ DNB 23 ]        |
|        | 1947 | G. H. Hardy                                                                     | Inglaterra                                           | Matemático                                                                                             | «Por su distinguida participación en el desarrollo del análisis matemático en Inglaterra durante los últimos treinta años». | [ UsA 43 ]        |
|        | 1948 | Archibald Vivian Hill ( Premio Nobel de Fisiología o Medicina en 1922)          | Inglaterra                                           | fisiólogo y matemático                                                                                 | «Por sus distinguidas investigaciones sobre problemas miotérmicos y fenómenos biofísicos en los nervios y otros tejidos». | [ DNB 24 ]        |
|        | 1949 | George Charles De Hevesy ( Premio Nobel de Química en 1943)                     | Suecia                                               | Químico-físico                                                                                         | «Por su distinguido trabajo en la química de elementos radiactivos y especialmente por su desarrollo de técnicas de trazadores radiactivos en la investigación de procesos biológicos». | [ 75 ]            |
|        | 1950 | James Chadwick ( Premio Nobel de física de 1935)                                | Inglaterra                                           | Físico                                                                                                 | «Por su destacado trabajo en física nuclear y en el desarrollo de la energía atómica, especialmente por su descubrimiento del neutrón». | [ DNB 25 ]        |
|        | 1951 | David Keilin                                                                    | Rusia · (británico)                                  | Naturalista, bioquímico, entomólogo                                                                    | «Por sus investigaciones fundamentales en los campos de la protozoología, la entomología y la bioquímica de las enzimas». | [ DNB 26 ]        |
|        | 1952 | Paul Dirac ( Premio Nobel de física de 1933)                                    | Inglaterra                                           | Ingeniero eléctrico, matemático y físico teórico                                                       | «En reconocimiento a sus notables contribuciones a la dinámica relativista de una partícula en la mecánica cuántica». | [ DNB 27 ]        |
|        | 1953 | Albert Kluyver                                                                  | Nueva Zelanda                                        | Microbiólogo, micólogo y bioquímico                                                                    | «Por sus distinguidas contribuciones de carácter fundamental a la ciencia de la microbiología». | —                 |
|        | 1954 | Edmund Whittaker                                                                | Escocia                                              | Matemático                                                                                             | «Por sus distinguidas contribuciones tanto a las matemáticas puras como a las aplicadas y a la física teórica». | [ UsA 44 ]        |
|        | 1955 | Ronald Fisher                                                                   | Inglaterra                                           | estadístico y biólogo                                                                                  | «En reconocimiento a sus numerosas y distinguidas contribuciones al desarrollo de la teoría y la aplicación de la estadística para hacer de la estadística cuantitativa un vasto campo de la biología». | [ UsA 45 ]        |
|        | 1956 | Patrick Blackett ( Premio Nobel de Física en 1948)                              | Inglaterra                                           | Físico experimental                                                                                    | «En reconocimiento a sus destacados estudios sobre las lluvias de rayos cósmicos y los mesones pesados y en el campo del paleomagnetismo». | —                 |
|        | 1957 | Howard Florey ( Premio Nobel de Fisiología o Medicina en 1945)                  | Australia                                            | farmacólogo                                                                                            | «En reconocimiento a sus distinguidas contribuciones a la patología y la medicina experimentales». | [ DNB 28 ]        |
|        | 1958 | John Edensor Littlewood                                                         | Inglaterra                                           | Matemático                                                                                             | «En reconocimiento a sus distinguidas contribuciones a muchas ramas del análisis, incluida la teoría tauberiana, la función zeta de Riemann y las ecuaciones diferenciales no lineales». | [ UsA 46 ]        |
|        | 1959 | Macfarlane Burnet ( Premio Nobel de Fisiología o Medicina en 1960)              | Australia                                            | Biólogo                                                                                                | «En reconocimiento a sus distinguidas contribuciones al conocimiento de los virus y de la inmunología». | [ 76 ]            |
|        | 1960 | Harold Jeffreys                                                                 | Inglaterra                                           | Matemático, estadistístico, geofísico y astrónomo                                                      | «En reconocimiento a su distinguido trabajo en muchas ramas de la geofísica, y también en la teoría de la probabilidad y la astronomía». | [ UsA 47 ]        |
|        | 1961 | Hans Adolf Krebs ( Premio Nobel de Fisiología o Medicina en 1953)               | Alemania                                             | Bioquímico                                                                                             | «En reconocimiento a sus distinguidas contribuciones a la bioquímica, en particular su trabajo sobre los ciclos de la ornitina, el ácido tricarboxílico y el glioxilato». | [ 77 ]            |
|        | 1962 | Cyril Norman Hinshelwood ( Premio Nobel de Química en 1956)                     | Inglaterra                                           | Químico                                                                                                | «En reconocimiento a sus distinguidas investigaciones en el campo de la cinética química, incluido el estudio de los mecanismos de reacción biológica, y a sus destacadas contribuciones a la filosofía natural». | [ DNB 29 ]        |
|        | 1963 | Paul Fildes                                                                     | Inglaterra                                           | patólogo y microbiólogo                                                                                | «En reconocimiento a sus contribuciones pioneras en bacteriología». | —                 |
|        | 1964 | Sydney Chapman                                                                  | Inglaterra (estadounidense)                          | Matemático y geofísico                                                                                 | «En reconocimiento a sus contribuciones teóricas al magnetismo terrestre e interplanetario, la ionosfera y la aurora boreal». | [ DNB 30 ]        |
|        | 1965 | Alan Hodgkin ( Premio Nobel de Fisiología o Medicina en 1963)                   | Inglaterra                                           | fisiólogo y biofísico                                                                                  | «En reconocimiento a su descubrimiento del mecanismo de excitación y conducción de impulsos en los nervios y su destacado liderazgo en el desarrollo de la neurofisiología». | —                 |
|        | 1966 | William Lawrence Bragg ( Premio Nobel de Física de 1915)                        | Australia                                            | Físico                                                                                                 | «En reconocimiento a sus distinguidas contribuciones al desarrollo de métodos de determinación estructural mediante difracción de rayos X». | [ DNB 20 ]        |
|        | 1967 | Bernard Katz ( Premio Nobel de Fisiología o Medicina en 1970)                   | Alemania · Reino Unido                               | Biofísico                                                                                              | «En reconocimiento a sus distinguidas contribuciones al conocimiento de los procesos fundamentales implicados en la transmisión a través de la unión neuromuscular». | —                 |
|        | 1968 | Tadeus Reichstein ( Premio Nobel de Fisiología o Medicina en 1950)              | Polonia                                              | Bioquímico                                                                                             | «En reconocimiento a su distinguido trabajo sobre la química de la vitamina C y sus autorizados estudios sobre los corticosteroides». | —                 |
|        | 1969 | Peter Medawar ( Premio Nobel de Fisiología o Medicina en 1960)                  | Reino Unido                                          | Zoólogo, médico, inmunólogo, divulgador científico y filósofo                                          | «En reconocimiento a sus distinguidos estudios sobre trasplante de tejidos y tolerancia inmunológica». | [ DNB 20 ]        |
|        | 1970 | Alexander Todd ( Premio Nobel de Química en 1957)                               | Escocia                                              | Químico                                                                                                | «En reconocimiento a sus destacadas contribuciones tanto a la química analítica como sintética de productos naturales de diversos tipos». | [ DNB 20 ]        |
|        | 1971 | Norman Pirie                                                                    | Inglaterra                                           | Bioquímico y virólogo                                                                                  | «En reconocimiento a sus distinguidas contribuciones a la bioquímica y especialmente por su elucidación de la naturaleza de los virus de las plantas». | —                 |
|        | 1972 | Nevill Mott ( Premio Nobel de Física del año 1977)                              | Inglaterra                                           | Físico                                                                                                 | «En reconocimiento a sus contribuciones originales durante un largo período a la física atómica y del estado sólido». | [ DNB 20 ]        |
|        | 1973 | Andrew Huxley ( Premio Nobel de Fisiología o Medicina en 1963)                  | Inglaterra                                           | fisiólogo y biofísico                                                                                  | «En reconocimiento a sus destacados estudios sobre los mecanismos del impulso nervioso y la activación de la contracción muscular». | —                 |
|        | 1974 | W. V. D. Hodge                                                                  | Escocia                                              | Matemático y geómetra                                                                                  | «En reconocimiento a su trabajo pionero en geometría algebraica, especialmente en su teoría de las integrales armónicas». | [ UsA 48 ]        |
|        | 1975 | Francis Crick ( Premio Nobel de Fisiología o Medicina en 1962)                  | Inglaterra                                           | Físico, biólogo molecular y neurocientífico                                                            | «En reconocimiento a su elucidación de la estructura del ADN y a su continua contribución a la biología molecular». | [ DNB 20 ]        |
|        | 1976 | Dorothy Crowfoot Hodgkin ( Premio Nobel de Química en 1964)                     | Reino Unido                                          | Química                                                                                                | «En reconocimiento a su destacado trabajo sobre las estructuras de moléculas complejas, en particular la penicilina, la vitamina B12 y la insulina». | [ DNB 20 ]        |
|        | 1977 | Frederick Sanger ( Premio Nobel de Química en 1958 y 1980)                      | Inglaterra                                           | Bioquímico                                                                                             | «En reconocimiento a su distinguido trabajo sobre la estructura química de las proteínas y sus estudios sobre las secuencias de ácidos nucleicos». | [ DNB 20 ]        |
|        | 1978 | Robert B. Woodward ( Premio Nobel de Química en 1965)                           | Estados Unidos                                       | Químico                                                                                                | «En reconocimiento a sus magistrales contribuciones a la síntesis de productos naturales complejos y a su descubrimiento de la importancia de la simetría orbital». | [ DNB 20 ]        |
|        | 1979 | Max Perutz ( Premio Nobel de Química en 1962)                                   | Austria                                              | Química                                                                                                | «En reconocimiento a sus distinguidas contribuciones a la biología molecular a través de sus propios estudios de la estructura y actividad biológica de la hemoglobina y su liderazgo en el desarrollo del tema». | [ DNB 20 ]        |
|        | 1980 | Derek Harold Richard Barton ( Premio Nobel de Química en 1969)                  | Inglaterra                                           | Químico                                                                                                | «En reconocimiento a sus distinguidas contribuciones a una amplia gama de problemas en química orgánica estructural y sintética y, en particular, por su introducción del análisis conformacional en la estereoquímica». | [ DNB 20 ]        |
|        | 1981 | Peter Dennis Mitchell ( Premio Nobel de Química en 1978)                        | Inglaterra                                           | Bioquímico                                                                                             | «En reconocimiento a su distinguida contribución a la biología en su formulación y desarrollo de la teoría quimiosmótica de la transducción de energía». | [ DNB 20 ]        |
|        | 1982 | John Cornforth ( Premio Nobel de Química en 1975)                               | Australia (británico)                                | Químico                                                                                                | «En reconocimiento a su distinguida investigación sobre la síntesis y biosíntesis controladas estereoquímicamente de moléculas biológicamente importantes». | [ 78 ]            |
|        | 1983 | Rodney Porter ( Premio Nobel de Fisiología o Medicina en 1972)                  | Inglaterra                                           | Bioquímico                                                                                             | «En reconocimiento a su elucidación de la estructura de las inmunoglobulinas y de las reacciones implicadas en la activación del sistema complementario de las proteínas». | —                 |
|        | 1984 | Subrahmanyan Chandrasekhar ( Premio Nobel de Física de 1983)                    | India (estadounidense)                               | Físico teórico, astrofísico y matemático                                                               | «En reconocimiento a su distinguido trabajo en física teórica, incluida la estructura estelar, la teoría de la radiación, la estabilidad hidrodinámica y la relatividad». | [ UsA 49 ]        |
|        | 1985 | Aaron Klug ( Premio Nobel de Química en 1982)                                   | Lituania · (británico)                               | Químico y bioquímico                                                                                   | «En reconocimiento a sus destacadas contribuciones a nuestra comprensión de estructuras biológicas complejas y los métodos utilizados para determinarlas». | —                 |
|        | 1986 | Rudolph Peierls                                                                 | Alemania · (británico)                               | Físico                                                                                                 | «En reconocimiento a sus contribuciones fundamentales en una amplia gama de física teórica y a los avances señalados proponiendo la probable existencia de reacciones nucleares en cadena en materiales fisionables». | —                 |
|        | 1987 | Robert Hill                                                                     | Inglaterra                                           | Bioquímico                                                                                             | «En reconocimiento a sus contribuciones pioneras a la comprensión de la naturaleza y el mecanismo de la vía principal del transporte de electrones en la fotosíntesis». | —                 |
|        | 1988 | Michael Francis Atiyah                                                          | Inglaterra                                           | Matemático                                                                                             | «En reconocimiento a sus contribuciones fundamentales a una amplia gama de temas en geometría, topología, análisis y física teórica». | [ UsA 50 ]        |
|        | 1989 | César Milstein ( Premio Nobel de Fisiología o Medicina en 1984)                 | Argentina                                            | Químico                                                                                                | «En reconocimiento a sus destacadas contribuciones a la inmunología, en particular al descubrimiento de anticuerpos monoclonales y a la comprensión del papel de las mutaciones somáticas en la maduración de la respuesta inmune». | —                 |
|        | 1990 | Abdus Salam ( Premio Nobel de Física en 1979)                                   | Pakistán                                             | Físico teórico                                                                                         | «En reconocimiento a su trabajo sobre las simetrías de las leyes de la naturaleza, y especialmente la unificación de las fuerzas electromagnética y débil». | [ DNB 31 ]        |
|        | 1991 | Sydney Brenner ( Premio Nobel de Fisiología o Medicina en 2002)                 | Sudán                                                | Biólogo                                                                                                | «En reconocimiento a sus numerosas contribuciones a la genética molecular y la biología del desarrollo, y su reciente papel en el proyecto de mapeo del Genoma Humano». | —                 |
|        | 1992 | George Porter ( Premio Nobel de Química en 1967)                                | Inglaterra                                           | Químico                                                                                                | «En reconocimiento a sus contribuciones a la comprensión fundamental de los procesos fotoquímicos y fotofísicos rápidos y su papel en la química y la biología». | [ DNB 32 ]        |
|        | 1993 | James D. Watson ( Premio Nobel de Fisiología o Medicina en 1962)                | Estados Unidos                                       | Biólogo                                                                                                | «En reconocimiento a su incansable búsqueda del ADN, desde el esclarecimiento de su estructura hasta las implicaciones sociales y médicas de la secuenciación del genoma humano». | [ 79 ]            |
|        | 1994 | Charles Frank                                                                   | Reino Unido                                          | Físico teórico                                                                                         | «En reconocimiento a su contribución fundamental a la teoría de la morfología cristalina, en particular a la fuente de las dislocaciones y sus consecuencias en las interfaces y el crecimiento de los cristales; a la comprensión fundamental de los cristales líquidos y del concepto de disclinación; y a la extensión de conceptos de cristalografía a los cristales aperiódicos. También ha contribuido a través de una variedad de ideas notables a un gran número de problemas físicos». | —                 |
|        | 1995 | Frank Fenner                                                                    | Australia                                            | Médico                                                                                                 | «En reconocimiento a su contribución a la virología animal con especial énfasis en los virus de la viruela y la mixomatosis y su relación con el huésped para causar enfermedades». | —                 |
|        | 1996 | Alan Cottrell                                                                   | Inglaterra                                           | Metalúrgico y físico                                                                                   | «En reconocimiento a su contribución a la comprensión de las propiedades mecánicas de los materiales y temas relacionados a través de sus estudios pioneros sobre la plasticidad de los cristales, las interacciones de las impurezas de dislocación, los efectos de la fractura y la irradiación». | [ 80 ]            |
|        | 1997 | Hugh Huxley                                                                     | Inglaterra                                           | Biólogo                                                                                                | «En reconocimiento a su trabajo pionero sobre la estructura del músculo y los mecanismos moleculares de la contracción muscular, proporcionando soluciones a uno de los grandes problemas de la fisiología». | —                 |
|        | 1998 | James Lighthill                                                                 | Reino Unido                                          | Matemático                                                                                             | «En reconocimiento a sus profundas contribuciones en muchos campos de la mecánica de fluidos, incluidos aspectos importantes de la interacción del sonido y el flujo de fluidos y muchas otras contribuciones que han tenido aplicaciones prácticas en el diseño de motores de aviones. También destaca por su innovador trabajo tanto en biodinámica de fluidos externa (análisis de los mecanismos de natación y vuelo) como en biodinámica de fluidos interna, incluido el flujo en el sistema cardiovascular y las vías respiratorias, y la mecánica coclear y otros aspectos de la audición». | [ UsA 51 ]        |
|        | 1999 | John Maynard Smith                                                              | Inglaterra                                           | Genetista e investigador en biología evolutiva                                                         | «En reconocimiento a sus contribuciones seminales a la biología evolutiva, incluido su trabajo experimental sobre la selección sexual, sus importantes contribuciones a nuestra comprensión del envejecimiento, su introducción de métodos de teoría de juegos para el análisis de escenarios evolutivos complejos y su investigación sobre la evolución molecular, tanto a través de su trabajo clásico sobre el autostop genético como con su trabajo más reciente y en curso sobre el crecimiento de la población bacteriana».                                                                  | [ 81 ]            |
|        | 2000 | Alan Battersby                                                                  | Inglaterra                                           | Químico orgánico                                                                                       | «En reconocimiento a su trabajo pionero en dilucidar las rutas biosintéticas detalladas de todas las principales familias de alcaloides vegetales. Su enfoque, que se erige como paradigma para futuros estudios biosintéticos de moléculas complejas, combina trabajo de aislamiento, determinación de estructuras, síntesis, marcaje isotópico y espectroscopia, especialmente NMR avanzada, además de genética y biología molecular. Esta espectacular investigación reveló todo el camino hacia la vitamina B"12»                                                                              | —                 |
|        | 2001 | Jacques Miller                                                                  | Francia australiano                                  | Médico e investigador                                                                                  | «Por su trabajo sobre la función inmunológica del timo y de las células T, que ha revolucionado la ciencia de la inmunología. El trabajo del profesor Miller está allanando el camino para diseñar nuevos métodos para mejorar la resistencia a las infecciones, producir nuevas vacunas, mejorar la supervivencia del injerto, tratar la autoinmunidad e incluso persuadir al sistema inmunitario para que rechace las células cancerosas». | —                 |
|        | 2002 | John Pople ( Premio Nobel de Química en 1998)                                   | Inglaterra                                           | Químico y matemático                                                                                   | «Por su desarrollo de métodos computacionales en química cuántica. Su trabajo transformó la teoría funcional de la densidad en una poderosa herramienta teórica para la química, la física química y la biología». | [ 82 ]            |
|        | 2003 | John Gurdon ( Premio Nobel de Fisiología o Medicina en 2012)                    | Inglaterra                                           | biólogo                                                                                                | «Por su gama única de descubrimientos innovadores en los campos de la biología celular y del desarrollo. Fue pionero en el concepto de que las células especializadas son genéticamente equivalentes y que difieren solo en los genes que expresan, no en los genes que contienen, un concepto fundamental para la biología moderna». | —                 |
|        | 2004 | Harold Kroto ( Premio Nobel de Química en 1996)                                 | Inglaterra                                           | Químico                                                                                                | «En reconocimiento a sus contribuciones seminales a la comprensión de la dinámica fundamental de las moléculas de la cadena de carbono, que condujo a la detección de estas especies (poliinos) en el medio interestelar por radioastronomía, y de ahí a la génesis de una nueva era en la ciencia del carbono». | [ 83 ]            |
|        | 2005 | Paul Nurse ( Premio Nobel de Fisiología o Medicina en 2001)                     | Inglaterra                                           | bioquímico                                                                                             | «Por sus contribuciones a la biología celular en general y a la elucidación del control de la división celular» |                   |
|        | 2006 | Stephen Hawking                                                                 | Inglaterra                                           | Físico teórico, astrofísico, cosmólogo y divulgador científico                                         | «Por su destacada contribución a la física teórica y la cosmología teórica». | [ 27 ]            |
|        | 2007 | Robert May                                                                      | Australia                                            | Físico, profesor universitario, ecologista, zoólogo, ingeniero, político                               | «Por sus estudios fundamentales de las interacciones dentro y entre las poblaciones biológicas que han remodelado nuestra comprensión de cómo las especies, las comunidades y los ecosistemas enteros responden a las perturbaciones naturales o creadas por el hombre». | —                 |
|        | 2008 | Roger Penrose ( Premio Nobel de Física en 2020)                                 | Inglaterra                                           | Físico y matemático                                                                                    | «Por sus ideas hermosas y originales en muchas áreas de las matemáticas y la física matemática. Sir Roger ha realizado destacadas contribuciones a la teoría de la relatividad general y la cosmología, sobre todo por su trabajo sobre los agujeros negros y el Big Bang». | —                 |
|        | 2009 | Martin Evans ( Premio Nobel de Fisiología o Medicina en 2007)                   | Inglaterra                                           | Genetista y bioquímico                                                                                 | «Por su trabajo seminal sobre células madre embrionarias en ratones, que revolucionó el campo de la genética». | —                 |
|        | 2010 | David Cox Tomas Lindahl ( Premio Nobel de Química en 2015)                      | Inglaterra · Suecia                                  | Estadístico Médico, y biólogo                                                                          | «Por sus contribuciones seminales a la teoría y aplicaciones de la estadística». «Por sus contribuciones seminales a la comprensión de la bioquímica de la reparación del ADN». | —                 |
|        | 2011 | Dan McKenzie                                                                    | Inglaterra                                           | Geólogo                                                                                                | «Por sus contribuciones seminales a la comprensión de los fenómenos geológicos y geofísicos, incluidas las placas tectónicas». | —                 |
|        | 2012 | John E. Walker ( Premio Nobel de Química en 1997)                               | Inglaterra                                           | Químico                                                                                                | «Por su innovador trabajo en bioenergética, descubriendo el mecanismo de síntesis de ATP en la mitocondria». | [ 85 ]            |
|        | 2013 | Andre Geim ( Premio Nobel de Física de 2010)                                    | Países Bajos                                         | Físico                                                                                                 | «Por sus numerosas contribuciones científicas y, en particular, por iniciar la investigación sobre los cristales atómicos bidimensionales y sus heteroestructuras artificiales». | —                 |
|        | 2014 | Alec Jeffreys                                                                   | Inglaterra                                           | Genetista                                                                                              | «Por su trabajo pionero sobre variación y mutación en el genoma humano». |                   |
|        | 2015 | Peter Higgs ( Premio Nobel de Física en 2013)                                   | Inglaterra                                           | Físico                                                                                                 | «Por su contribución fundamental a la física de partículas con su teoría que explica el origen de la masa en las partículas elementales, confirmada por los experimentos en el Gran Colisionador de Hadrones». | [ 86 ]            |
|        | 2016 | Richard Henderson ( Premio Nobel de Química en 2017)                            | Escocia                                              | biólogo molecular y biofísico                                                                          | «En reconocimiento a sus contribuciones fundamentales y revolucionarias al desarrollo de la microscopía electrónica de materiales biológicos, permitiendo deducir sus estructuras atómicas». | [ 87 ]            |
|        | 2017 | Andrew Wiles                                                                    | Inglaterra                                           | Matemático                                                                                             | «Por su hermosa e inesperada demostración del Último teorema de Fermat, que es uno de los logros matemáticos más importantes del siglo XX». | [ 88 ]            |
|        | 2018 | Jeffrey I. Gordon                                                               | Estados Unidos                                       | Biólogo                                                                                                | «Por sus contribuciones a la comprensión del papel de las comunidades microbianas intestinales en la salud y las enfermedades humanas». | [ 89 ]            |
|        | 2019 | John B. Goodenough ( Premio Nobel de Química en 2019)                           | Alemania · (y estadounidense)                        | Físico                                                                                                 | «En reconocimiento a sus contribuciones excepcionales a la ciencia y la tecnología de los materiales, incluido su descubrimiento que condujo a las baterías de litio recargables». | [ 90 ]            |
|        | 2020 | Alan Fersht                                                                     | Inglaterra                                           | Químico                                                                                                | «Ha desarrollado y aplicado los métodos de ingeniería de proteínas para proporcionar descripciones de las vías de plegamiento de proteínas con resolución atómica, revolucionando nuestra comprensión de estos procesos». | [ 91 ]            |
|        | 2021 | Jocelyn Bell Burnell                                                            | Irlanda del Norte                                    | Astrofísica                                                                                            | «Por su trabajo sobre el descubrimiento de los púlsares, uno de los mayores descubrimientos astronómicos del siglo XX». | [ 92 ]            |
|        | 2022 | Vacuna de Oxford-AstraZeneca contra la COVID-19                                 | Reino Unido                                          | | «Por desarrollar y desplegar rápidamente una vacuna COVID-19». |                   |
|        | 2023 | Martin Rees                                                                     | Inglaterra                                           | Astrónomo                                                                                              | «Por ser posiblemente el astrofísico teórico más distinguido de su generación, responsable de numerosos y variados avances conceptuales, con una influencia que se extiende mucho más allá de la comunidad académica especializada». | [ 93 ]            |